# Copaeodes minima
Copaeodes minima là một loài bướm ngày thuộc họ Hesperiidae. Nó được tìm thấy ở Arkansas phía đông đến North Carolina, phía nam through Florida, the Gulf states, Texas, và México to Panama.

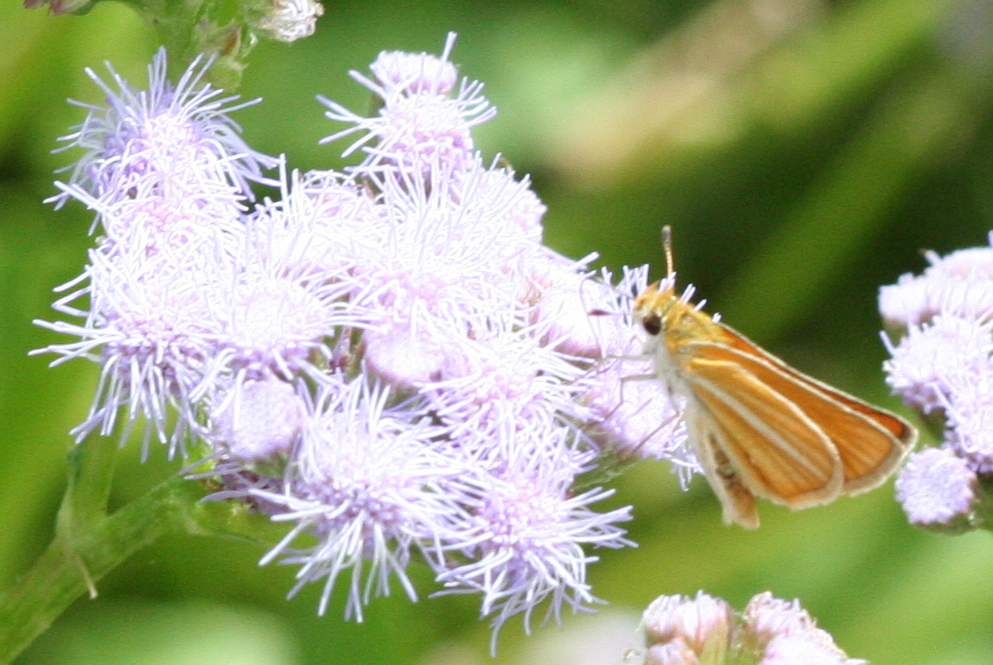

Sải cánh dài 16–22 mm. There are two generations with adults on wing từ tháng 3 đến tháng 10 năm Louisiana. Con trưởng thành bay quanh năm năm Florida.
Ấu trùng ăn Cynodon dactylon. Con trưởng thành ăn mật hoa nhiều loài cây, bao gồm Helenium tenuifolium.